# Marie Rouault
Pour les articles homonymes, voir Rouault.
Marie Rouault (né le 18 mars 1813 à Rennes où il est mort le 16 décembre 1881) est un paléontologue français. Il est le premier directeur du musée géologique de Rennes.

## Biographie

### Origine
Mathurin-Marie Rouault est né à Rennes en 1813. À la suite de la disette de 1823, il est retiré de l’école des Frères ignorantins. Il est alors gagé comme pâtre. Rapidement congédié par le fermier, il devient « garçon à tout faire » chez son oncle, perruquier. Apprenti par la suite, il effectue un tour de France.

### Perruquier
Revenu à Rennes en 1831, il est coiffeur, et commence à suivre les cours du soir. Il attira ainsi l’attention de divers professeurs de la ville. Refusant  une proposition de poste aux Ponts et Chaussées, il hérite à la mort de sa grand-mère d'une boutique de barbier, rue du Champ-Dolent.

### Paléontologue
Il décide en 1836, de faire un séjour à Paris comme perruquier. Il fréquente surtout le Jardin des Plantes et l'École des mines de Paris. Rappelé d’urgence par une lettre de sa mère, il retrouve ses affaires en mauvais état. Il redresse sa boutique tout en continuant à étudier le sous-sol du département, et augmenter sa collection. 
En 1840, la création de la faculté des sciences de Rennes attire plusieurs professeurs qui accueillent Rouault avec bienveillance. La renommée de Rouault s'étend et les visites plus ou moins désintéressées de sa collection augmente.
À partir de la fin de 1845 la situation se dégrade. Il tombe malade. Les exploitants des carrières qu’il avait explorées lui apprennent que les visites se font de plus en plus fréquentes et que certaines personnes sont sur les traces de ses découvertes. Rouault rédige alors un mémoire adressé à Félix Dujardin. Il est communiqué à la Société philomathique de Paris, qui en publie quelques extraits. Néanmoins, la Société géologique de France, à laquelle le mémoire avait été soumis, conseille à Rouault de se dessaisir de la propriété de ses découvertes au profit de personnes aptes à les utiliser.

### Notoriété
En 1846, il est aidé par le général de Tournemine, alors en garnison à Rennes. En quelques mois, il va passer du statut de barbier jusqu'à l'Institut de France. En 1847, Rouault rejoint Paris où le général le conduit dans tous les endroits qui comptent. Il rencontre aussi François Arago. Via son protecteur, Rouault est inscrit à l’ordre du jour des séances de l’Académie. Le 18 décembre 1846, il lit son mémoire dans la salle des séances de l’Institut de France. Peu de temps après, il est reçu par acclamations à la Société géologique de France.
Rouault atteint alors une renommée internationale, mais il est ruiné financièrement. Les problèmes matériels sont partiellement réglés en 1847, quand il devient pensionnaire de la ville de Rennes.
Il reste alors quatre ans à Paris. En 1848, Rouault publie un second mémoire consacré à l’étude de Ogygia Brongniarti. À plusieurs reprises, de 1846 à 1848, la valeur de ses travaux est reconnue par l'Académie des sciences.

### Musée géologique de Rennes
En février 1853, il fait don de ses collections à la ville de Rennes. En mars 1853, le Musée géologique de Rennes est créé. Rouault en est le directeur.
À partir de 1853, ses publications se font de plus en plus rares. En 1855, l'Académie des sciences lui attribue une subvention de 2000 francs. Il entre en conflit avec la ville de Rennes à partir de 1875 sur sa gestion du Musée géologique de Rennes.
Malgré ses problèmes locaux, sa renommée internationale reste intacte. En septembre 1878, à l’issue du Congrès international de géologie de Paris, un document, signé par trente géologues demande que des moyens soient dégagés pour permettre au conservateur et fondateur du Musée géologique de la ville de Rennes de poursuivre ses recherches.
Marie Rouault tombe malade en 1879, et meurt en 1881. 
Une rue porte son nom à Rennes. Une des salles de géologie de l'Université de Rennes porte son nom.

## Sources
- Henri Milne Edwards, (1847). Rapport sur des recherches paléontologiques faites en Bretagne et dans l’Anjou par M. Marie Rouault. Comptes rendus des séances de l’Académie des Sciences, XXIV, séance du 5 avril 1847, 4 p.
- Henri Milne Edwards,. (1848). Rapport sur un mémoire relatif aux Trilobites de la Bretagne par M. Marie Rouault. Comptes rendus des séances de l’Académie des Sciences, XXVII, séance du 14 août 1848, 3 p.
- Charles Bénézit. (1850). Marie Rouault. Extrait du journal La Vérité (livraisons des 4 et 11 avril 1850). Imprimerie F. Péalat, Rennes, in-8, 15 p.
- P. Delabigne-Villeneuve, (1853). Marie Rouault, directeur conservateur du Musée géologique de Rennes, ancien pensionnaire scientifique de cette ville. Journal de Rennes (livraison du 5 mai 1853). Extraits : 1853, Dinan, Imprimerie J. Bazouge, 12 p. ; 1853 (?), Imprimerie E. Baraise, Rennes, in-8, 11 p. ; 1855, Imprimerie Ch. Catel, Rennes, in-8, 8 p.
- A. Le Blanc, (1853). Fondation d’un Musée géologique à Rennes ou Essai sur l’importance des travaux de Marie Rouault, pensionnaire scientifique de cette ville. Le Progrès (livraisons des 5 et 12 mai 1853). Extrait : 1855, Imprimerie F. de Folligné, Rennes, in-8, 15 p.
- G. Lejean, (1854). Notice biographique sur Marie Rouault. Extrait du Voleur, cabinet de lecture (livraison du 15 avril 1854), Imprimerie F. Péalat, Rennes, in-8, 8 p.
- Le Journal de Rennes. Livraison du 2 janvier 1856.
- Guyot de Fere, (1856). Rouault, directeur du Musée géologique de Rennes. Journal des arts, des sciences et des lettres (livraison du 16 février 1856).
- L’Union malouine et dinannaise. Livraison du 13 juillet 1856.
- J. Kergomard. (1861). Essai biographique sur Marie Rouault, directeur du Musée géologique de Rennes. Extrait de La Sylphide (livraison du 30 août 1861), Imprimerie E. Baraise, Rennes, in-8, 27 p.
- Affaire Ville de Rennes contre M. Rouault. Jugement du Tribunal civil de Rennes du 31 décembre 1877. Extrait des Minutes du Greffe du Tribunal de première instance de l’arrondissement de Rennes, département d’Ille-et-Vilaine, Imprimerie E. Baraise, Rennes, in-8, 17 p.
- J. Bois-Greffier. (1881). Notice biographique – Marie Rouault. 8 p.
- Paul Lebesconte. (1883). Présentation des œuvres posthumes de Marie Rouault, suivie d’une note sur les Cruziana et les Rysophycus. Bulletin de la Société géologique de France, (3), XI, p. 466-472.
- Paul Lebesconte. (1883). Œuvres posthumes de Marie Rouault – Vingt planches, suivies de Les Cruziana et Ryzophycus, connus sous le nom général de Bilobites, sont-ils des végétaux ou des traces d’animaux ? par P. Lebesconte – Deux planches. Rennes – Imprimerie Oberthur, Paris, 73 p., 22 planches.
- Adolphe Orain, (1891). Marie Rouault, membre de la société géologique de France, ancien pensionnaire de la Ville de Rennes, directeur du Musée géologique de Rennes. Extrait de la Revue des sciences naturelles de l’Ouest, 2, 1891, Imprimerie P. Bousrez, Tours, in-8, 7 p.
- Louis Joubin. (1900). La Faculté des sciences de Rennes. Imprimerie Simon, Rennes, 178 p.
- M. Bigot. (1920). Vieilles choses vieilles gens – Le Pèlerinage. La Vie rennaise (livraison du 3 août 1920).
- Constant Houlbert, (1933). Guide et catalogue du Musée d’Histoire Naturelle de la Ville de Rennes. Imprimerie Oberthur, Rennes, 242 p.

## Publications
Marie Rouault est l'auteur de :
- Mémoire sur les Trilobites du département d’Ille-et-Vilaine. Paris, in-8, 1846.
- Sur les Trilobites des schistes de la Bretagne. Comptes rendus des séances de l’Académie des Sciences, XXIII, séance du 29 décembre 1846, p. 1150-1151.
- Extrait du mémoire sur les Trilobites du département d’Ille-et-Vilaine. Bulletin de la Société géologique de France, (2), IV, p. 309-319., 1846
- Catalogue des fossiles du terrain paléozoïque des environs de Rennes. Bulletin de la Société géologique de France, (2), IV, p. 320-328., 1846
- Sur les fossiles recueillis dans les terrains de transition des environs de Rennes. L’Institut, p. 68. 1846.
- Mémoire. 1° sur la composition du test des Trilobites ; 2° sur les changements de formes dus à des causes accidentelles, ce qui a pu permettre de confondre des espèces différentes. Bulletin de la Société géologique de France, (2), VI, p. 67-89. 1848
- Mémoire sur l’organisation des Trilobites. Comptes rendus des séances de l’Académie des sciences, XXVII, p. 81. 1848
- Mémoire sur l’organisation des Trilobites. L’Institut, p. 224. 1848.
- Mémoire sur l’organisation des Trilobites. Quarterly Journal of the Geological Society of London, p. 35. 1848.
- Note sur des recherches faites à Rennes, à l’effet d’y trouver des eaux jaillissantes. Comptes rendus des séances de l’Académie des sciences, XXVIII, séance du 12 mars 1849, 1 p.
- Notes sur de nouvelles espèces de fossiles découvertes en Bretagne. Bulletin de la Société géologique de France, (2), VI, p. 377-381. 1849.
- Notes sur de nouvelles espèces de fossiles découvertes en Bretagne. Comptes rendus des séances de l’Académie des sciences, XXVIII, séance du 12 mars 1849, 2 p. 1849.
- Observations sur une note communiquée par M. J. Durocher dans la séance du 4 mars 1850, sur l’organisation des Trilobites. Bulletin de la Société géologique de France, (2), VII, p. 322-327.
- Notice sur les causes auxquelles on peut attribuer les divers états sous lesquels se présentent les fossiles du schiste ardoisier de Bretagne. Bulletin de la Société géologique de France, (2), VII, p. 370-384. 1850.
- Note préliminaire sur une nouvelle formation (étage du grès armoricain) découverte dans le terrain silurien inférieur de la Bretagne. Bulletin de la Société géologique de France, (2), VII, p. 724-744. 1850.
- Observations faites à l’occasion d’une note de M. Durocher sur le tégument des Trilobites. Bulletin de la Société géologique de France, (2), VIII, p. 166-168. 1851.
- Mémoire sur le terrain paléozoïque des environs de Rennes. Bulletin de la Société géologique de France, (2), VIII, p. 358-399. 1851.
- Notice sur quelques espèces de fossiles du terrain dévonien du nord du département de la Manche. Bulletin de la Société géologique de France, (2), XII, p. 1040-1045. 1855.
- Sur les Vertébrés fossiles des terrains sédimentaires de l’ouest de la France. Comptes rendus des séances de l’Académie des Sciences, XLVII, séance du 19 juillet 1858, 5 p. 1858.
- Notice préliminaire sur les Amorphozoaires du terrain silurien de la Bretagne. Imprimerie E. Baraise, Rennes, in-8, 48 p. 1878.
- Sur les Amorphozoaires du Silurien inférieur. Compte rendu du Congrès international de géologie, Paris, 1878, 7 p. 1880
- Notice préliminaire sur les Amorphozoaires du terrain silurien de la Bretagne. In P. Lebesconte, Œuvres posthumes de Marie Rouault. Imprimerie Oberthur, Rennes-Paris, p. 17-37. 1883.
- Sur les Amorphozoaires du Silurien inférieur. Extrait du Compte rendu sténographique du Congrès international de géologie. Paris, 29 août au 4 septembre 1878. In P. Lebesconte, Œuvres posthumes de Marie Rouault. Imprimerie Oberthur, Rennes-Paris, p. 39-44. 1883.
- Note sur le Grès armoricain. Essai historique et géologique sur Vexillum Desglandei, espèce caractérisant la partie inférieure de l’étage du Grès armoricain, là où ce grès a pour base le schiste rouge. In P. Lebesconte, Œuvres posthumes de Marie Rouault. Imprimerie Oberthur, Rennes-Paris, p. 45-57. 1883.

## Sources
- Biographie, sur annales.org